# Camillo Olgiati
Camillo Olgiati (* 16. Februar oder 17. Februar 1876 in Cadenazzo; † 16. Dezember 1940 in Giubiasco) war ein Schweizer Politiker, Tessiner Grossrat, Nationalrat und Staatsrat.

## Biografie
Camillo Olgiati war Sohn des Carlo Olgiati. Er heiratete Teresa Berta. Nach der Schule in Bellinzona arbeitete er bei den Post-, Telefon- und Telegrafenbetrieben (PTT). Als führender Vertreter des radikal-liberaldemokratischen Flügels mit antifaschistischer Ausrichtung war er einer der Gründer und Präsident der Tessiner Freisinnig-Demokratischen Partei von 1934 bis 1940, die aus einer internen Spaltung der Liberalen hervorging. Er war Mitglied des Tessiner Grossrates von 1909 bis 1917, von 1920 bis 1927, von 1929 bis 1940, (Präsident 1930), Staatsrat im Jahr 1917, Nationalrat von 1922 bis 1931 und Gemeindepräsident von Giubiasco von 1922 bis 1940.
Im Jahr 1901 war er auch einer der Gründer der Tessiner Vereinigung der Freidenker. Er war Mitglied des Verwaltungsrats der Banca dello Stato und des Zentralkomitees des Schweizerischen Bauernverbands.